# Ivan Kosača
Ivan ili Ivaniš Kosača (tal. Giovanni Cosazza), (? - ?, † iza 1546.), bosanski i mletački plemić, sin hercega Vlatka Hercegovića iz bosanske velikaške obitelji Kosača.
Nakon pada Hercegovine 1482. godine, herceg Vlatko sklonio se s obitelji na teritorij Mletačke Dalmacije, na otok Rab, gdje ga je ugostila plemićka obitelj Crnota. Nakon suprugove smrti, njegova udavica Margareta preudala se za mletačkoga kapetana Marka Loredana i preselila u Veneciju. Ivan je postao član mletačkog Velikog vijeća 1505. godine, a služio je i kao zapovjednik mletačkih postrojbi u Venetu. Poznato je da je organizirao kazališne predstave i zabave.
Oženio se Sofijom Sossia iz Vicenze s kojom je imao sinove Vlatka (1518. – 1591.), Stjepana i Ferantea (1535. – prije 1565.) te kćeri Fiorenzu, Sanu, Elizabetu i Virginiju.

## Vanjske poveznice
- Kosače Hrvatski biografski leksikon
- Kosače Hrvatska enciklopedija